# عبد الملك بن مروان بن موسى
عبد الملك بن مروان بن موسى بن نصير البلوي
( - بعد 133 هـ / بعد 751 م)، والي مصر سنة 132 هـ في عهد مروان بن محمد، بعد المغيرة بن عبيد الله الفزاري، وكان آخر ولاة مصر الأمويين. قال شمس الدين الذهبي: «كان فصيحًا خطيبًا مفوهًا عادلًا كبير القدر ولي مصر لمروان بن محمد فأحسن السيرة»، لما زالت الدولة الأموية، ودخل صالح بن علي العباسي مصر أكرم عبد الملك، لما رأى من نجابته، وأخذه معه إلى العراق. فكان بها أحد القواد الكبار ثم ولاه أبو جعفر المنصور إقليم فارس سنة بضع وثلاثين ومئة.

## سيرته
هو عبد الملك بن مروان بن موسى بن نصير اللخمي، آخر أمير ولي مصر في العصر الأموي. كان ولى خراجها قبل ذلك، ثم ولي الإمارة سنة 132 ه‍، لمروان بن محمد، فأقام سبعة أشهر، ولم يفحش في حق بني العباس. وكان أوّل من جعل المنابر في الكور، ولم يكن قبله، إنّما كان أصحاب الجبل يخطبون على العصي إلى جانب القبلة، وهو أوّل من سمّى الزّمام بمصر، وإنما كان قبل ذلك يعرف بديوان المحاسبة، وكان خطيبا مفوهًا. قال الليث بن سعد: قدم علينا عبد الملك واليًا على جند مصر وخراجها ودواوينها وجميع أعمالها، فعدل فينا، وسار سيرة جميلة حسنة.
لما فر مروان بن محمد من أبي مسلم الخراساني، فدخل مصر، وطارده صالح بن علي العباسي وقتله، وأسر عبد الملك بن مروان، ثم عفا عنه صالح بن علي وأخذه معه مكرمًا حين رحل من مصر في شعبان سنة 133 هـ. قال هاشم بن حديج: من لم يكن عنده يد، أو معروف، أو صلة، أو منّة من عبد الملك فليس من أشراف الناس، ودخلت المسوّدة مصر وعبد الملك أمير عليها لمروان فأكرمه صالح بن علي، وخرج به معه إلى العراق، فولّاه أبو جعفر فارس.